# Lijst van voetbalinterlands Chili - Frankrijk (vrouwen)
Deze lijst van voetbalinterlands is een overzicht van alle officiële voetbalinterlands tussen de nationale vrouwenteams van Chili en Frankrijk. De landen hebben tot nu toe één keer tegen elkaar gespeeld.

## Wedstrijden
| № | Plaats | Datum             | Competitie        | Wedstrijd         | Uitslag |
| - | ------ | ----------------- | ----------------- | ----------------- | ------- |
| 1 | Caen   | 15 september 2017 | Vriendschappelijk | Frankrijk − Chili | 1 − 0   |

## Samenvatting
| Competitie        | Totaal gespeeld | Winst Chili | Gelijk | Winst Frankrijk | Doelsaldo Chili – Frankrijk |
| ----------------- | --------------- | ----------- | ------ | --------------- | --------------------------- |
| Vriendschappelijk | 1               | 0           | 0      | 1               | 0 − 1                       |
| Totaal            | 1               | 0           | 0      | 1               | 0 − 1                       |